# Коковихін Михайло Миколайович
Михайло Миколайович Коковихін (нар. 23 січня 1883, село Дресвяново Вятської губернії, тепер Кіровської області, Російська Федерація — 13 вересня 1965, місто Москва, Російська Федерація) — радянський діяч, голова виконавчого комітету Уфимської губернської ради, депутат Установчих зборів Російської республіки в 1917 році, член ВЦВК і ЦВК СРСР. Член Центральної контрольної комісії ВКП(б) у 1923—1934 роках.

## Біографія
Народився в селянській родині.
Член РСДРП(б) з 1903 року.
У 1904—1907 роках — у російській армії. У 1904 році входив до військової соціал-демократичної організації Брест-Литовської фортеці.
У 1907—1909 роках — один із керівників Міньярської організації РСДРП Уфимської губернії.
У 1911 році заарештований, засуджений до адміністративного заслання на 3 роки в село Усть-Цильма Архангельської губернії. У 1913 році звільнений. Повернувся на Міньярський завод, де керував більшовицькою організацією.
У 1914—1917 роках служив у російській імператорській армії в містах Уфі та Гродно і на Південно-Західному фронті, учасник Першої світової війни. З листопада 1917 року — заступник голови революційного комітету Південно-Західного фронту.
У 1918 році — комісар загону РСЧА Східного фронту. Брав участь у боях партизанського загону проти білочехів.
У 1918 році — голова виконавчого комітету Міньярської окружної ради, голова виконавчого комітету Сімської окружної ради та Сімського окружного суду Уфимської губернії.
У 1918—1919 роках — член урядової комісії з націоналізації підприємств, член окружної Ділової ради, голова Північно-Вятського гірничого окружного військово-революційного комітету Вятської губернії.
У 1919—1920 роках — завідувач Вятського губернського відділу соціального забезпечення.
З 8 березня по 13 жовтня 1920 року — голова Вятської губернської Ради народного господарства.
У 1920 році — завідувач агітаційно-пропагандистського відділу Уфимського губернського комітету РКП(б).
У 1920—1921 роках — голова виконавчого комітету Уфимської губернської ради.
У 1921—1922 роках — завідувач відділу агітації та пропаганди Уральського бюро ЦК РКП(б).
У 1922—1923 роках — завідувач відділу Омутнинського повітового комітету РКП(б) Вятської губернії.
У 1923 році — завідувач промислової інспекції Центральної контрольної комісії РКП(б).
У 1924—1926 роках — голова Уральської обласної контрольної комісії РКП(б).
1 січня 1926 — 26 червня 1930 року — член президії Центральної контрольної комісії ВКП(б).
У 1927 році — завідувач групи низового радянського апарату Народного комісаріату робітничо-селянської інспекції СРСР.
У 1928—1929 роках — голова Центрально-Чорноземної обласної контрольної комісії ВКП(б).
У 1934—1937 роках — заступник народного комісара соціального забезпечення РРФСР.
З 1938 року — на пенсії.
У 1941—1942 роках — начальник сектора кадрів Кіровської обласної контори Державного банку СРСР.
У 1943—1944 роках — в Ленінському районному військовому комісаріаті Москви.
Потім — персональний пенсіонер у Москві.
Помер 13 вересня 1965 року. Похований на Новодівочому цвинтарі Москви.

## Нагороди
- орден Леніна
- орден Трудового Червоного Прапора
- медалі